# PNP寒天培地
PNP寒天培地（英：PNP Agar）は、微生物学においてホスファターゼ活性を有するブドウ球菌を同定するために使用される寒天培地である。p-ニトロフェニルリン酸二ナトリウム（PNP）が脱リン酸化されると培地が変色する。
PNP寒天培地はpH5.6～5.8に調整したミューラー・ヒントン寒天培地に0.495mg/mLのPNPを加えたものである。